# Neue Bachgesellschaft

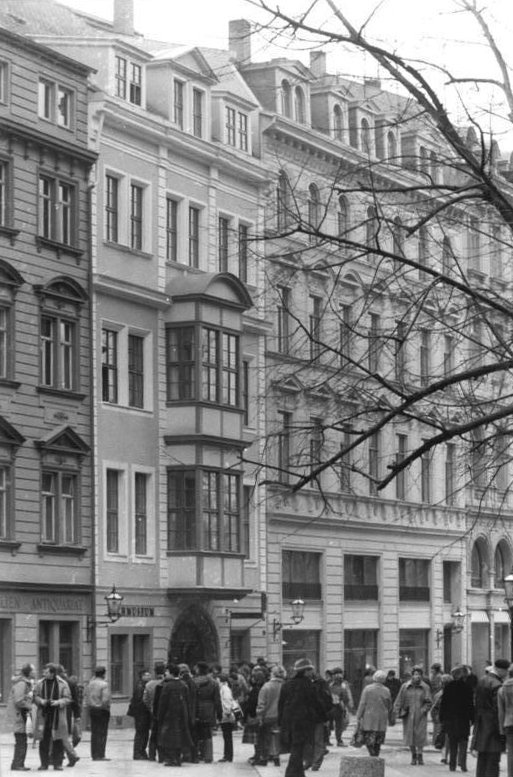
Bosehaus en Leipzig, sede de la asociación.

La Neue Bachgesellschaft (en español: Nueva Sociedad Bach) es una asociación alemana que fue fundada en Leipzig en 1900. Fue la sucesora de la Bach Gesellschaft que entre 1850 y 1900 produjo una edición completa de las obras del compositor alemán Johann Sebastian Bach. Aprobaron tres proyectos «eternos»:
- la edición anual de un Bach-Jahrbuch (Anuario Bach).[1]
- Bachfeste (festivales de Bach) bianuales (anuales en la actualidad). Las sedes de los Bachfeste han sido principalmente en Alemania, pero el festival de 2012 tuvo una dimensión internacional, que se celebró en Görlitz.
- la fundación de un museo sobre Bach. La Sociedad fundó el primer museo dedicado a Bach en Eisenach. Esta Bachhaus está gestionada por la Bachhaus Eisenach gemeinnützige GmbH, una empresa benéfica registrada, con la Nueva Sociedad Bach como su socio único.

La Sociedad no ha participado directamente en la publicación de partituras en la forma en que lo hizo su predecesora. Sin embargo, en 1950, recomendó que se realizara la segunda edición completa de la música de Bach, la Neue Bach-Ausgabe (NBA, en español: Nueva Edición Bach). 